# Erebia savalanica
Erebia savalanica är en fjärilsart som beskrevs av De Lesse 1956. Erebia savalanica ingår i släktet Erebia och familjen praktfjärilar. Inga underarter finns listade i Catalogue of Life.